# Džejla Glavović
Džejla Glavović uit Bosnië werd in 2002 verkozen tot Miss Earth in de Filipijnen.
Glavović werd ontslagen als Miss Earth 2002 wegens het niet naleven van de contractuele regels en het regelmatig absent zijn tijdens officiële aangelegenheden. Winfred Adah Omwakwe uit Kenia, die tijdens de verkiezingsavond van Miss Earth 2002 de tweede plaats behaalde, werd aangewezen als Miss Earth 2002 en nam alle taken over van Džejla Glavović.